# Appercha
Appercha ist ein Kirchdorf in der Gemeinde Fahrenzhausen im oberbayerischen Landkreis Freising in Bayern.

## Geographie
Der Ort liegt westlich der Amper, etwa drei Kilometer nördlich von Fahrenzhausen.

## Geschichte
Zwischen 762 und 764 wird Appercha erstmals als „Perahah“ in den Urkunden genannt. Mit seinem heutigen Namen erscheint Appercha in den Jahren 1225 als Achperchach, 1330 als Amperperchach. Bis 1803 gehörte der Ort zur Herrschaft Massenhausen des Hochstifts Freising. Im Zuge der Gemeindebildung im Königreich Bayern nach dem Zweiten Gemeindeedikt kam der Ort zur Landgemeinde Jarzt. Am 1. Januar 1971 wurde die bis dahin selbständige Gemeinde Jarzt nach Großnöbach eingegliedert. Am 1. April 1972 kamen Teile der Gemeinde Lauterbach hinzu. Am 1. Juli 1972 verlor Großnöbach den Status als selbstständige Gemeinde und wurde nach Fahrenzhausen eingegliedert.

## Sehenswürdigkeiten
Das Ortsbild wird geprägt von der Filialkirche St. Sylvester, ein barocker Neubau aus dem Jahre 1738, bei dem der gotische Vorgängerbau weitgehend abgetragen wurde. Bemerkenswert ist auch die Mörtelplastik an der Fassade des Wirtshauses des Volkskünstlers Barthel Ostermair.